# « C'est toi l'homme »
« C'est toi l'homme » (en anglais : Thou Art the Man, et intitulée à l'origine Thou Art the Man!), est une nouvelle policière d'Edgar Allan Poe, publiée pour la première fois en 1844.
C'est une des premières expériences de fiction policière, comme  Double Assassinat dans la rue Morgue, bien qu'elle soit généralement considérée comme une œuvre inférieure. 
Le titre de la nouvelle a pour origine un passage du Deuxième Livre de Samuel (12,7).

## Résumé
Dans la ville de Rattleborough, le riche Barnabas Shuttleworthy disparaît. Son neveu et héritier est accusé de l'avoir assassiné et est arrêté.
Peu après, le bon ami de Shuttleworthy, Charles Goodfellow, reçoit une lettre d'une entreprise viticole l'informant que peu avant sa disparition, M. Shuttleworthy avait commandé une caisse de "Château Margaux de la marque de l'antilope, phoque violet", le millésime préféré de Goodfellow, pour lui être envoyée.
M. Goodfellow organise alors une fête pour inaugurer le nouveau vin. Mais lorsque le narrateur (un habitant de Rattleborough et une connaissance de Shuttleworthy et de Goodfellow) ouvre la caisse, il n'y a pas de vin, mais u lieu de cela  le cadavre en décomposition de M. Shuttleworthy, qui se tourne vers Goodfellow et dit d'une certaine manière : "C'est toi l'homme !".
Le terrifié Goodfellow avoue avoir tué Shuttleworthy, après quoi il tombe immédiatement mort, et le neveu exonéré est libéré.
Il s'avère que le narrateur avait orchestré cette horrible tournure des événements. Suspectant Goodfellow depuis le début, le narrateur a découvert que Goodfellow avait piégé le neveu. Il parvint également à trouver le corps de Shuttleworthy par ses propres moyens, et sachant que ses efforts ne seraient pas efficaces sans aveux, il falsifia la lettre de la firme, et envoya lui-même la "caisse de vin" à Goodfellow. La voix du cadavre a été fournie par le narrateur lui-même, utilisant ses compétences en ventriloquie.